# Jorge Torres Nilo
Jorge Torres Nilo (né le 16 janvier 1988 à Tijuana) est un footballeur international mexicain.

## Biographie
Le 1er mai 2010, il est sélectionné pour la Coupe du monde 2010 en Afrique du Sud.

## Palmarès
- Vainqueur de la Gold Cup 2011